# Шпіттелау (станція метро)
48°14′08″ пн. ш. 16°21′30″ сх. д. / 48.2356° пн. ш. 16.3584° сх. д.
«Шпіттелау» (нім. Spittelau) — станція Віденського метрополітену, розміщена на лінії U4 між станціями «Фриденсбрюке» і «Гайлігенштадт» та на лінії U6 між станціями «Єгер-штрасе» і «Нусдорфер-штрасе». Є пересадочним вузлом між двома лініями метро, лінією S-Bahn та залізницею (зупинний пункт Відень-Шпіттелау).
Відкрита в 1995 році на лінії U4 і в 1996 році на лінії U6.